# De Kring (kunstenaarssociëteit)
Kunstenaarssociëteit De Kring is een besloten vereniging gevestigd aan het Kleine-Gartmanplantsoen 7-9 in Amsterdam. 
Het is een sociëteit voor hen ‘die een der schone kunsten of wetenschappen beoefenen’, en degenen ‘die uit hoofde van hun instelling hiervoor in aanmerking komen.’ Wegens het besloten karakter dienen aspirant-leden te worden voorgedragen en geballoteerd. De Kring heeft 1900 leden uit het culturele en maatschappelijke leven van Amsterdam.
De Kring werd op 23 september 1922 opgericht door leden van de Amsterdamse culturele elite. Via vele omzwervingen langs verschillende panden werd vanaf 1930 permanent onderdak gevonden bij het toenmalige café Former aan het Kleine-Gartmanplantsoen, een locatie waar de sociëteit al eerder tijdelijk gevestigd was. De Kring is nog steeds gevestigd in dit pand, dat tegenwoordig gehuurd wordt van brouwerij Heineken.
Net als de zustervereniging Maatschappij Arti et Amicitiae, ontvangt de Kring geen subsidies en is daarom onafhankelijk. De Kring heeft een programmering die erop gericht is zoveel mogelijk takken van het culturele en wetenschappelijke veld te beslaan. Naast een maandelijks wisselende kunstexpositie worden onder andere lezingen en concerten georganiseerd.
In 2007 verscheen het boek "In intieme kring - De 85 roemruchte jaren van de kunstenaarssociëteit De Kring onthuld", waarin journalist Annemieke Hendriks de geschiedenis van de sociëteit beschrijft. Tot 2001 vormde het bestuur tevens de dagelijkse leiding van de sociëteit. De Kring heeft een geschiedenis van het aangaan van schulden. In 2000 eisten financiers dat een professionele leiding zou worden aangesteld omdat de schuldpositie onhoudbaar was geworden. Vanaf 2001 is de leiding overgedragen aan een directeur. De eerste directeur was Jeron Halewijn (2001-2018). Vanaf 2018 heeft Suzanne Kampschuur de leiding. In 2010 werd de sociëteitsruimte ingrijpend verbouwd door de architecten Ronald Hooft en Herman Prast. Er kwamen onder meer een nieuwe bar en nieuwe toiletten.
De Kring exploiteert sinds 2007 ook Club Up, een commerciële nachtclub waar dansfeesten worden georganiseerd en die gevestigd is in het achtergelegen pand aan de Korte Leidsedwarsstraat 26, dat via een tussendeur met sociëteit De Kring verbonden is. Deze doorgang was een noodzaak om exploitatie van de sociëteit voort te kunnen zetten. Immers de sociëteit bevindt zich op de eerste verdieping en het ontbrak aan een nooduitgang.